# Otep
Otep (auch: OTEP oder OT3P) war eine US-amerikanische Nu-Metal-/Alternative-Metal-Band, die 2000 in Los Angeles, Kalifornien gegründet wurde. Sängerin und Textschreiberin Otep Shamaya, die unter anderem auch als Aktivistin für Homosexuellen-Rechte bekannt ist, beendete ihre Musikkarriere Ende 2024 und löste damit auch die Band nach fast 25-jährigem Bestehen auf.

## Geschichte
Schon kurz nachdem Otep Shamaya und „Evil“ J. McGuire die Band 2000 gegründet hatten, zogen sie bei einem ihrer ersten Liveauftritte die Aufmerksamkeit der Musikmanagerin Sharon Osbourne auf sich. Obwohl die Band zu diesem Zeitpunkt noch nicht einmal eine Demoaufnahme vorweisen konnte, ermöglichte Osbourne ihnen einen Auftritt beim Ozzfest 2001, einem Musikfestival, welches gemeinsam von ihr und ihrem Ehemann Ozzy Osbourne veranstaltet wird.
Aufgrund der überzeugenden Auftritte nahm schließlich das Label Capitol Records die Band unter Vertrag und veröffentlichte 2002 das erste Album Sevas Tra (ein Ananym für „Art Saves“, zu deutsch: „Kunst rettet“) und 2004 das zweite Album House of Secrets. Auf diesem sind Greg Wells und Joey Jordison (Slipknot) als Gastmusiker zu hören.
Nach mehrfachen Line-up-Änderungen und einem Wechsel zum Label Koch Records, erschien dort 2007 das dritte Album The Ascension, welches von Dave Fortman produziert wurde und Gastauftritte von Holly Knight und Greg Tribbett (Mudvayne) enthält. Sowohl dieses Album, als auch das vorangegangene House of Secrets sind gekennzeichnet durch aggressive Metalmusik und die abwechselnd flüsternde und schreiende Stimme Shamayas, die sich in ihren emotionsgeladenen Texten inhaltlich stark gegen die Politik der Bush-Regierung ausspricht, insbesondere gegen die Einschränkung ziviler Freiheitsrechte.
Im August 2009 wurde das vierte Album Smash the Control Machine beim Label Victory Records veröffentlicht. Seitdem spielte die Band auch wieder in ihrem Line-up von 2003, mit Rob Patterson als Gitarrist und Mark Bistany am Schlagzeug, nachdem diese die Band damals verließen. Auf einem Titel des neuen Albums haben der japanisch/amerikanische Musiker Koichi Fukuda (Static-X) und die amerikanische Musikerin Emilie Autumn einen gemeinsamen Gastauftritt.
In einem Social-Media-Post vom November 2024 verkündete Otep Shamaya, dass sie ihr gesamtes Equipment verkaufe, da sie sich aus dem Musik-Business zurückziehen wolle. Damit war faktisch auch das Aus für ihre Band besiegelt.

## Diskografie

### Alben
| Jahr | Titel Musiklabel                          | Höchstplatzierung, Gesamtwochen, AuszeichnungChartplatzierungen (Jahr, Titel, Musiklabel, Platzierungen, Wochen, Auszeichnungen, Anmerkungen) | Höchstplatzierung, Gesamtwochen, AuszeichnungChartplatzierungen (Jahr, Titel, Musiklabel, Platzierungen, Wochen, Auszeichnungen, Anmerkungen) | Anmerkungen                              |
| Jahr | Titel Musiklabel                          | CH | US | Anmerkungen                              |
| ---- | ----------------------------------------- | --- | --- | ---------------------------------------- |
| 2002 | Sevas Tra Capitol Records                 | — | US145 (1 Wo.)US | Erstveröffentlichung: 18. Juni 2002      |
| 2004 | House of Secrets Capitol Records          | — | US93 (3 Wo.)US | Erstveröffentlichung: 27. Juli 2004      |
| 2007 | The Ascension Capitol Records             | — | US81 (2 Wo.)US | Erstveröffentlichung: 30. Oktober 2007   |
| 2009 | Smash the Control Machine Victory Records | — | US47 (3 Wo.)US | Erstveröffentlichung: 16. August 2009    |
| 2011 | Atavist Victory Records                   | — | US61 (1 Wo.)US | Erstveröffentlichung: 26. April 2011     |
| 2013 | Hydra Victory Records                     | — | US133 (1 Wo.)US | Erstveröffentlichung: 22. Januar 2013    |
| 2016 | Generation Doom Napalm Records            | — | US109 (1 Wo.)US | Erstveröffentlichung: 15. April 2016     |
| 2018 | Kult 45 Napalm Records                    | CH100 (1 Wo.)CH | — | Erstveröffentlichung: 27. Juli 2018      |
| 2023 | The God Slayer Napalm Records             | — | — | Erstveröffentlichung: 15. September 2023 |

### Livealbum
- 2012: Sounds Like Armageddon

### EPs
- 2001: Jihad
- 2005: Wurd Becomes Flesh

### Singles
- 2001: T.R.I.C.
- 2002: Blood Pigs
- 2004: Warhead
- 2004: Buried Alive
- 2007: Ghostflowers
- 2007: Breed
- 2008: Perfectly Flawed
- 2008: Confrontation
- 2009: Smash the Control Machine
- 2010: Rise, Rebel, Resist
- 2011: Fists Fall
- 2011: Not to Touch the Earth
- 2013: Apex Predator
- 2016: In Cold Blood
- 2016: Royals
- 2018: To the Gallows
- 2018: Shelter in Place

### Musikvideos
- 2001: T.R.I.C.
- 2002: Blood Pigs
- 2004: Warhead
- 2004: Buried Alive
- 2007: Ghostflowers
- 2007: Breed
- 2008: Confrontation
- 2008: Crooked Spoons
- 2009: Smash the Control Machine
- 2010: Rise, Rebel, Resist
- 2011: Fists Fall
- 2011: Baby’s Breath
- 2013: Apex Predator
- 2016: Lords of War
- 2016: In Cold Blood